# Capi Corrales Rodrigáñez
Carmen (Capi) Corrales Rodrigáñez (Madrid, 1956), és una matemàtica espanyola dedicada a la recerca i la docència.

## Trajectòria
Va estudiar Matemàtiques a la Universitat Complutense de Madrid, on es va llicenciar l'any 1978. Va continuar els seus estudis de doctorat, acabant el seu doctorat l'any 1986, titulant la seva tesi: "Nevanlinna Theory on the P-adic plane".
Capi es'ha dedicat a investigar fonamentalment els següents camps:
- Teoria algebraica dels nombres; aritmètica dels quaternions, mètodes explícits en aritmètica.
- Relacions entre matemàtiques i altres disciplines abstractes de la nostra cultura.
- Divulgació de matemàtiques contemporànies.
- Ensenyament de les matemàtiques en Primària, Secundària i Universitat.

## Publicacions
Al llarg de la seva carrera Capi Corrales ha realitzat un gran nombre de publicacions, des d'articles en revistes especialitzades (De la caja a la red en matemáticas y música. El Rapto de Europa: crítica de la cultura, ISSN 1695-5161, Nº. 20, 2012, pág. 14; Mapas de Madrid de los pies a la cabeza. Revista de didáctica de las matemáticas, ISSN 1133-9853, Nº. 56, 2011 (Exemplar dedicat a: Ciutat i Matemàtiques), págs. 21-27; Máquinas y maquinaciones. Revista sobre Enseñanza y Aprendizaje de las Matemáticas, ISSN 1130-488X, Nº 54, 2007, págs. 85-94), com a col·laboracions en obres col·lectives (Algunas exploraciones matemáticas del mundo. A mathematical tribute to Professor José María Montesinos Amilibia / coord. por Marco Castrillón López, Elena Martín Peinador, José Manuel Rodríguez Sanjurjo, Jesús María Ruiz Sancho Árbol académico, 2016, ISBN 978-84-608-1684-3, págs. 243-257; Matemáticas y matemáticas: vida y obra de Emmy Noether. Matemáticas y matemáticos / coord. por José Ferreirós Domínguez, Antonio José Durán Guardeño, 2003, ISBN 84-472-0810-9, págs. 185-210; Mujer y Matemáticas: Ya estoy dentro, y ahora ¿qué? El acceso de las mujeres a la ciencia y la tecnología: [ciclo organizado por el Fórum de Política Feminista], 1988, ISBN 84-451-1574-X, págs. 15-34), com a llibres propis: Contando el espacio: de la caja a la red en matemáticas y pintura. Madrid: Despacio, 2000. ISBN 84-607-1524-8.

## Premis i reconeixements
La labor de Capi Corrales ha estat reconeguda des dels seus inicis, sent posseïdora de diversos guardons entre els quals podem destacar:
- Premio Consell Social al Docent Complutense 2000, per l'assaig “Un passeig pel segle XX de la mà de Fermat i Picasso”
- Premi Nacional de Divulgació Científica Laura Iglesias 2007 (en la seva primera convocatòria).[3]
- Premi 2008 “Escrits sobre Art” de la Fundació Art i Dret, per l'assaig “Cuaderno de un viaje: exploraciones del espacio 1945-2008”